# Paravirt ops
paravirt_ops, abreviado en pv-ops o simplemente pvops, es una parte de kernel de Linux que permite ejecutar máquinas virtuales de sistema paravirtualizadas sobre un hipervisor, como por ejemplo  Xen, Lguest y Virtual Machine Interface (VMI) (la interfaz de paravirtualización de VMware). Es una API de virtualización que permite sobreescribir operaciones críticas para permitir que un solo kernel binario se ejecute sobre cualquier entorno de ejecución incluyendo la ejecución nativa sin hipervisores.
Está en el núcleo de Linux desde la versión 2.6.23 y está disponible para las arquitecturas x86_32, x86_64 e ia64. Un kernel de Linux con el soporte de paravirt_ops activado, se suele referir como kernel paravirt_ops.